# Himantoglossum samariense
Himantoglossum samariense är en orkidéart som beskrevs av C.Alibertis och Antoine Alibertis. Himantoglossum samariense ingår i släktet Himantoglossum och familjen orkidéer.
Artens utbredningsområde är Kriti. Inga underarter finns listade i Catalogue of Life.